# Épernay
Épernay er en kommune i departementet Marne i regionen Champagne-Ardenne det nordøstlige Frankrig. Épernay er et underpræfektur i arrondissementet af samme navn.
I Épernay ligger hovedkontorerne for nogle af de største champagnemærker. Det gælder f.eks. for firmaerne Moët & Chandon, Pol Roger og Eugène Mercier, der har kontorer på den store gade Avenue de Champagne.
Épernay var Tour de France by i 1963, 2002, 2010 og 2014.